# Berceo
Berceo és un municipi de la Rioja, a la regió de la Rioja Alta. Es troba a un escàs quilòmetre dels importants Monestir de Suso i Monestir de San Millán de Yuso, bressol de la llengua castellana i declarats patrimoni de la humanitat. A 15 km cap al nord-oest es troba el poble de Santo Domingo de la Calzada i a uns altres 15 km al nord-est la ciutat de Nájera. Ambdues pertanyen a la ruta del Camí de Santiago.

## Història
La primera població establerta a Berceo va ser d'origen cèltic, d'aquí el seu nom. Va ser romanitzat en el segle I a C Sant Millà, sant que dona nom al poble del costat, va néixer a Berceo. D'aquesta manera, en el segle vii apareix la primera notícia documental del municipi de Berceo, en la vida de Sant Millà.

## Personatges il·lustres
- Sant Emilià (Berceo, 473 – Monestir de San Millán de Suso † 574) fou un ermità, deixeble de sant Felices de Bilibio.
- Gonzalo de Berceo (Berceo c. 1197 – c. 1264), poeta espanyol, el primer de nom conegut.
- Fray Pedro Corro (Berceo 1864 – 1934), cronista general dels agustins recoletos